# Enfasi
L'enfasi (dal greco èmphasis, da empháinō, «esibisco, mostro») è una figura retorica di tipo sintattico che consiste nell'accentuare mediante una determinata costruzione una parola o una frase, in modo da sottolinearne il significato e le implicazioni.
Nella frase Lui sì che è un amico l'enfasi mette in evidenza le implicazioni della parola amico, nella frase il sangue non è acqua si sottolinea l'importanza dei legami di sangue. 
Nel linguaggio parlato l'enfasi si accompagna a un aumento di intensità della voce e dei gesti.
Nel linguaggio teatrale, spesso e volentieri molti registi sollecitano gli attori ad una miglior recita con l'espressione "più enfasi!".
Nella classificazione di Lausberg, l'enfasi rientra nei tropi, insieme con l'antonomasia, l'iperbole, l'ironia, la litote, la metonimia, la metafora, la perifrasi, la metalessi e la sineddoche.